# Ancien château d'eau de la gare Saint-Jean
Le château d'eau de la gare Saint-Jean de Bordeaux est un réservoir d'eau composé d'une base de quatre arcades en plein cintre en pierre et de quatre citernes placées au-dessus, utilisées pour alimenter en eau les pompiers.

## Localisation
L'ancien château d'eau est situé dans le quartier des Citernes, à l'est de la gare Saint-Jean, à Bordeaux dans le département français de la Gironde, en région Nouvelle-Aquitaine. La station de tramway la plus proche est Gare Saint-Jean par les lignes C et D.

## Histoire
Le château d'eau est construit entre 1854 et 1857 par la Compagnie des chemins de fer du midi pour les besoins de la gare Saint-Jean (mise en service en 1855). Le réservoir est situé à proximité immédiate d'une rotonde d'entretien et de réparation des locomotives. Il sert à l'alimentation en eau pour les pompiers. 
Situé dans une friche industrielle après la désaffectation du site en 1994, le réservoir est menacé de destruction en 2010 dans le cadre du projet de rénovation Euratlantique. Plusieurs voix s'élèvent pour la sauvegarde de ce patrimoine industriel. Cet appel aboutit à l'inscription du réservoir au titre des monuments historiques par arrêté du 12 juillet 2018,. Dans le projet de rénovation, l'ancien château d'eau devient l'élément central du nouveau quartier des Citernes, dont l'ouverture est prévue pour 2022.

## Description
Quatre arcades en plein cintre, en pierre de taille et en moellons, forment le viaduc de 18 m de longueur et de 6 m de largeur. Cette base s'élève à 15 m de hauteur. Chaque pile située à l'extrémité renferme une étroite cage d'escalier verticale. Des barreaux métalliques scellés sur la paroi permettent l'accès aux citernes. Chacun des quatre réservoirs fait 5 m de haut pour 5 m de diamètre et possède une capacité de 100 m3.
En 2020, le monument est envahi par des arbustes poussant près des citernes mais ses bases sont solides. Il doit être restauré pour devenir l'élément architectural décoratif de la place des Citernes, en 2022.

Vues du château d'eau
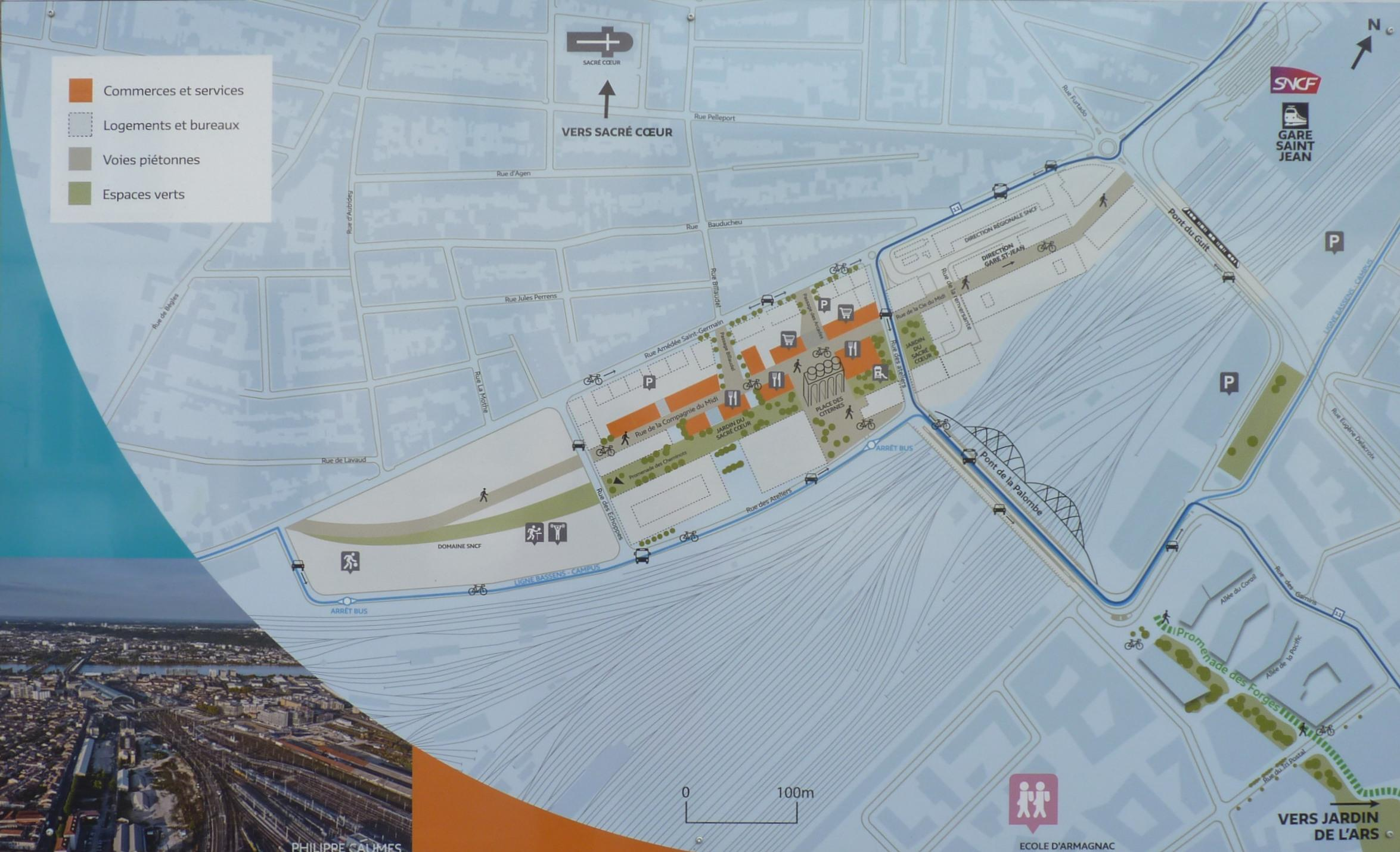
Plan du quartier des Citernes.
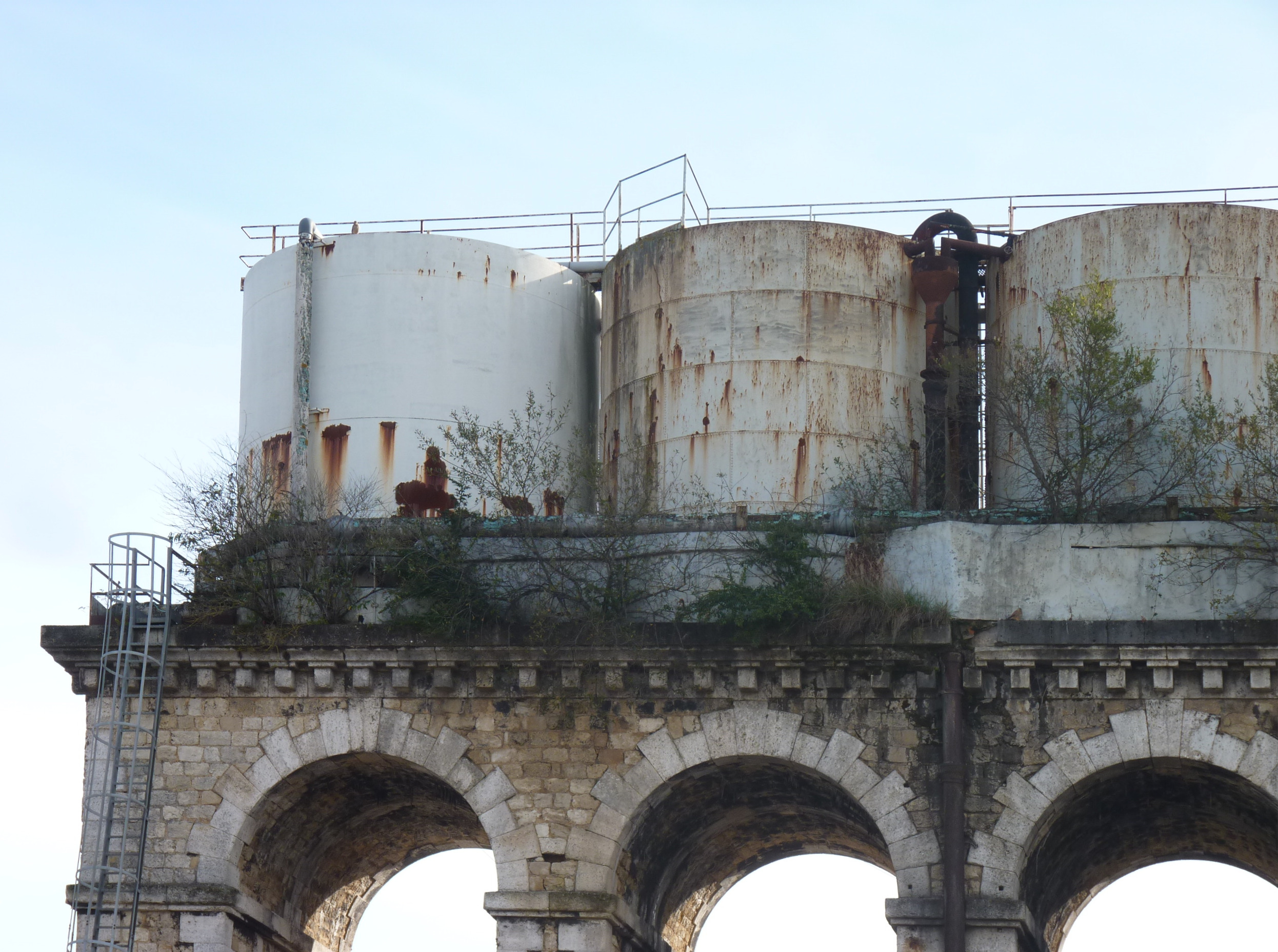
Citernes et les arcades.
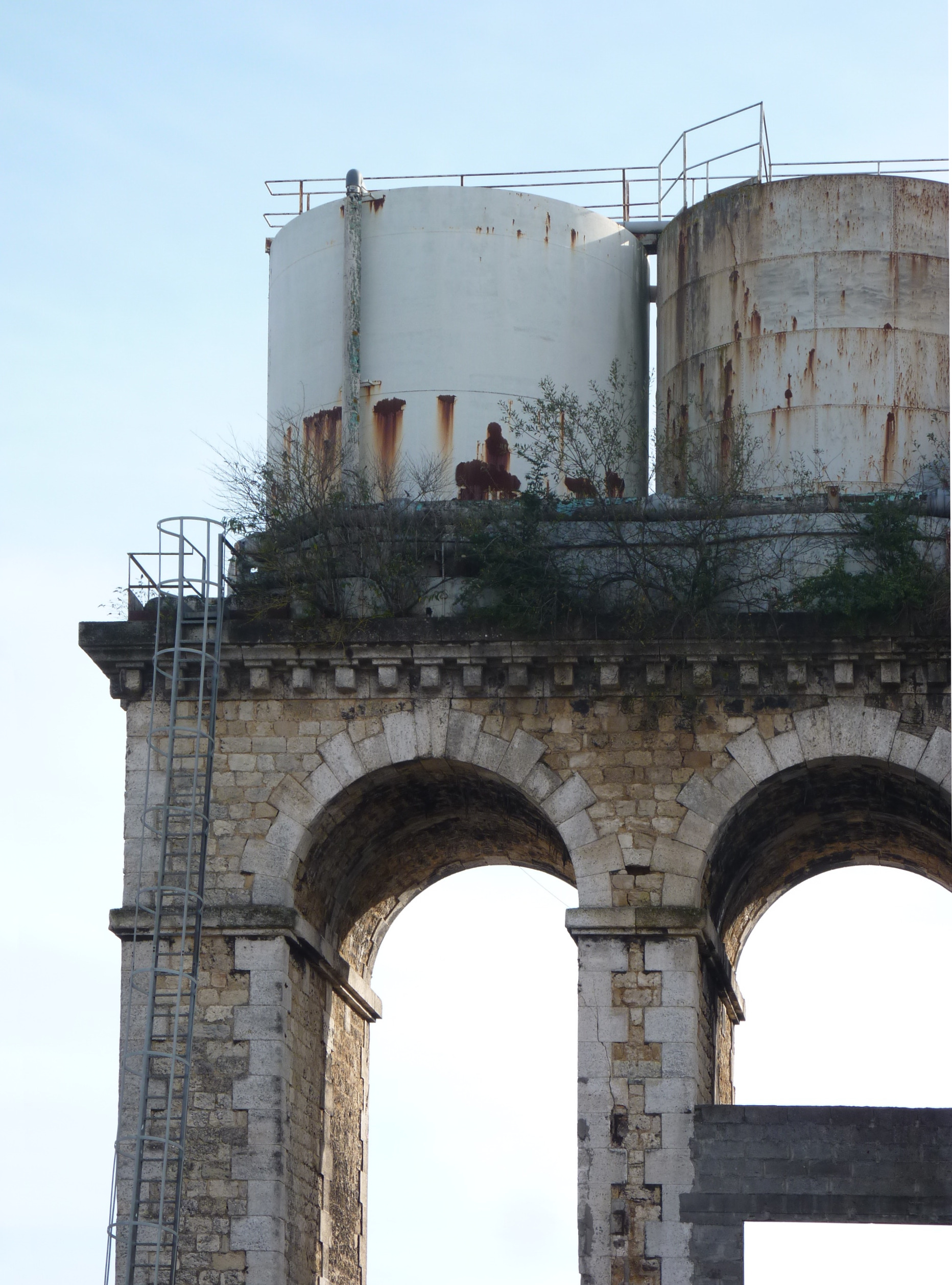
Piliers.

Sous restauration Août 2024